# 유리슬레이디 루페테이
유리슬레이디 루페테이 코바스(스페인어: Yurisleidy Lupetey Cobas, 1981년 5월 6일~)는 쿠바의 유도 선수이다. 올림픽에 3회 참가하여 2004년 하계 올림픽 여자 라이트급에서 동메달을 획득했다. 또한 세계 선수권 대회에서 금메달 1개와 동메달 1개를 획득했다.